# Salvatore Cardinale
Salvatore Cardinale (Mussomeli, 20 giugno 1948) è un politico italiano.
È stato ministro delle comunicazioni dal 21 ottobre 1998 al 11 giugno 2001 nei governi D'Alema I, D'Alema II e Amato II.

## Biografia
Laureato in giurisprudenza nel 1972, ha esercitato la professione di avvocato presso il tribunale e la Corte d'appello nissena ed ha iniziato la vita politica nel movimento giovanile della Democrazia Cristiana. Dirigente d'azienda, negli anni ottanta divenne sindaco del suo paese e segretario provinciale dello Scudo Crociato a Caltanissetta.

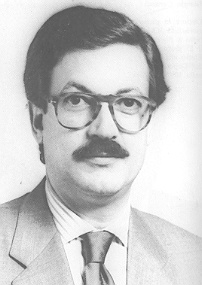
Cardinale eletto alla Camera nel 1987

Alle elezioni politiche del 1987 viene candidato alla Camera dei deputati, tra le liste della Democrazia Cristiana nella circoscrizione Palermo-Trapani-Agrigento-Caltanissetta, venendo eletto per la prima volta deputato. Nella X legislatura della Repubblica è stato componente della 9ª Commissione Trasporti, poste e telecomunicazioni, della Giunta delle elezioni e, brevemente, della 2ª Commissione Giustizia.
Alle elezioni politiche del 1992 viene rieletto deputato, e successivamente divenne segretario del gruppo parlamentare democristiano a Montecitorio. Successivamente fu tra i fondatori del Centro Cristiano Democratico, con cui fu rieletto in parlamento alle elezioni politiche del 1996.
Per un breve periodo fu segretario regionale del CCD in Sicilia e non votò la fiducia al primo governo Prodi. Nel febbraio del 1998 partecipò alla nascita dell'Unione Democratica per la Repubblica e fu Ministro delle comunicazioni nel primo e nel secondo governo D'Alema.
Nel 1999 diede vita all'UDEUR insieme a Clemente Mastella e fu Ministro delle comunicazioni nel secondo governo Amato.
Con la nascita della Margherita, fa parte del triumvirato che curerà la costruzione del partito in Sicilia, assieme a Francesco Piro e Francantonio Genovese. Ciò fino alla sua elezione a segretario regionale del partito.
Dopo essere stato rieletto alle elezioni del 2001, insieme ad altri membri del suo partito, decide di rimanere nella Margherita e lascia l'UDEUR.
Ha aderito dunque al Partito Democratico seguendo la corrente veltroniana, tanto da diventare il massimo sponsor della candidatura alla guida regionale del PD di Francantonio Genovese.
In vista delle elezioni politiche del 13 e 14 aprile 2008, ha rinunciato a porre la propria candidatura, ottenendo però la sesta posizione nella lista del PD per la figlia Daniela che infatti è risultata eletta alla Camera dei Deputati.. La cosa è stata interpretata come una "candidatura dinastica" e ha creato tensioni tra la direzione centrale e il PD nisseno.
A livello locale ha dato vita al movimento Sicilia Futura. Nel 2019 Cardinale lascia il Partito Democratico.